# Bernard Dwork
Bernard Morris Dwork (* 27. Mai 1923 in der Bronx in New York City; † 9. Mai 1998 in New Brunswick) war ein US-amerikanischer Mathematiker, der auf dem Gebiet der Zahlentheorie und arithmetischen algebraischen Geometrie arbeitete.

## Leben und Werk
Dwork besuchte das City College in New York City und das Polytechnikum in Brooklyn, wo er zunächst eine Ausbildung als Elektroingenieur absolvierte. Anschließend wechselte er an die Columbia University zur Mathematik und promovierte dort 1954 unter Anleitung der Princeton-Mathematiker Emil Artin und John T. Tate (On the Global Root Number in the Functional Equation of the Artin-Weil L-Series). Zunächst war er Tutor und Assistent in Harvard (1954–1959), dann 1960–1964 an der Johns Hopkins University, wo er 1961 Full Professor wurde. 1964 wurde er Professor in Princeton, wo er 1993 emeritierte. 1992 bis zu seinem Tod 1998 hatte er eine Ehrenprofessur in Padua.
Dwork war ein Pionier der p-adischen Analyse. Seine Anwendung p-adischer Methoden für das Studium algebraischer Varietäten über endlichen Körpern gipfelte im Beweis der Rationalität der zugehörigen Zeta-Funktionen, eine der Weil-Vermutungen. Für diese Arbeit erhielt er 1962 den Colepreis für Algebra.
1961–1963 war er Sloan Research Fellow, 1971–1972 Guggenheim Fellow.
Zu seinen Doktoranden zählten Nicholas Katz und Kenneth Ireland.
Er war seit 1948 verheiratet und hatte 3 Kinder, die Töchter Cynthia und Deborah und den Sohn Andrew. Seine Tochter Cynthia Dwork ist Informatikerin bei Microsoft Research, Gewinnerin des Dijkstra-Preises, und seine Tochter Debórah Dwork Historikerin des Holocaust und Guggenheim-Stipendiatin.
Dwork publizierte auch unter dem Pseudonym Boyarsky, dem Geburtsnamen seiner Mutter.

## Schriften
- On the rationality of the zeta function of an algebraic variety. In: American Journal of Mathematics. Band 82, Nr. 3, 1960, S. 631–648, JSTOR:2372974.
- Lectures on {\displaystyle p}-adic differential equations (= Die Grundlehren der mathematischen Wissenschaften in Einzeldarstellungen. 253). Springer, New York NY u. a. 1982, ISBN 0-387-90714-9.
- mit Giovanni Gerotto, Francis J. Sullivan: An Introduction to {\displaystyle G}-functions (= Annals of Mathematical Studies. 133). Princeton University Press, Princeton NJ 1994, ISBN 0-691-03675-6.